# Syrrhopodon chenagonii
Syrrhopodon chenagonii là một loài rêu trong họ Calymperaceae. Loài này được Renauld & Cardot mô tả khoa học đầu tiên năm 1890.